# Вулиця Земського лікаря Лукашевича
Вулиця Земськóго лíкаря Лукашéвича — вулиця в Олександрівському районі міста Запоріжжя. Названа на честь першого земського лікаря Олександрівська Михайла Лукашевича. Вулиця пролягає від вулиці Поштової до вулиці Жуковського, перетинаючи на своєму шляху вулицю Гоголя. До вулиці примикають вулиці Ламана та Військкоматна. Поруч розташовані  один з найбільших міських ринків та гімназія № 11. 

## Історія
До 19 лютого 2016 року вулиця мала назву Жовтнева.

## Реконструкція
Вулицею пролягає трамвайна лінія, а під нею чимало водопровідних мереж. Все це вимагало заміни. В результаті було прийнято рішення про реконструкцію вулиці, яка розпочалася 27 вересня 2016 року. Реконструкція вулиці була поділена на декілька етапів. На початку тут було проведено демонтаж контактної мережі електротранспорту, трамвайних колій, виконані підготовчі роботи для подальшого ремонту.
15 грудня 2016 року завершився перший етап реконструкції вулиці Земського лікаря Лукашевича, розташованої в Олександрівському районі. Відновлено рух трамваїв маршрутів № 10, 12, 14, 15 у напрямку Шевченківського району.
У 2017 році продовжено благоустрій вулиці Земського лікаря Лукашевича. Тут облаштовані тротуари, пішохідні переходи, проведено озеленення, оновлено зовнішнє освітлення. На місці, де раніше було стихійне сміттєзвалище по вулиці Земського лікаря Лукашевича, організована безкоштовна стоянка для автотранспорту городян.
3 вересня 2018 року завершена остаточна реконструкція вулиці. Замість старої трамвайної колії прокладені нові безшумні рейки, замінена контактна мережа, встановлене нове освітлення, обладнаний новий тротуар. Спочатку планувалося завершити роботи швидше. Однак після більш детального вивчення ситуації на вулиці вирішили замінити не лише трамвайні колії, асфальт, зовнішнє освітлення, але і водопровідні мережі. Після завершення цих робіт вулицю було заасфальтовано та нанесена нова розмітка.

## Перспективи
У перспективі планується завершити проєктування і побудувати трамвайну лінію, що сполучить Соборний проспект з вулицею Земського лікаря Лукашевича, що надасть змогу прямувати трамваєм зі сторони залізничного вокзалу Запоріжжя I у напрямку Шевченківського району без пересадок.